# 津心办
津心办，原名“天津政务”，全名“‘津心办’数字社会综合应用平台”。该APP现支持操作系统有iOS系统以及Android系统。

## 发展历史
2022年1月26日，天津市人民政府办公厅发布《天津市人民政府办公厅关于印发天津市一体化政务服务平台移动端建设工作方案（2022—2023年）的通知》（津政办发〔2022〕9号）。

## 官方网站
https://jxb.tj.gov.cn/ （页面存档备份，存于）